# Raión de Bratske
Bratske (en ucraniano: Братський район) es un raión o distrito de Ucrania en el óblast de Mykolaiv. 
Comprende una superficie de 1100 km².
La capital es la ciudad de Bratske.

## Demografía
Según estimación 2010 contaba con una población total de 20100 habitantes.

## Otros datos
El código KOATUU es 4821400000. El código postal 55400 y el prefijo telefónico +380 5131.